# Máj (loď)
 Máj je největší motorová loď (zvaná často a nesprávně výletní parník), která slouží na Máchově jezeře k rekreačním okružním plavbám od roku 1959.

## Historie lodě
Loď byla vyrobena v loděnici Štěchovice v roce 1959 a téhož roku začala plavby na Máchově jezeře. Spuštěna na vodu byla ve Starých Splavech.
Přes zimu 2013/2014 byla loď vytažena na břeh a nákladem 5 milionů Kč zrenovována. Zpět na hladinu se vrátila 27. dubna 2014, první pasažéry měla svézt v červnu 2014, nakonec se tak stalo počátkem července.

## Provoz
Čtyřčlennou flotilu motorových lodí na jezeře provozuje v rekreační sezóně společnost Regata Máchovo jezero. Máj je z nich největší. K okružním plavbám využívají rekreanti několik zdejších přístavů.